# رادیوگرافی قفسه سینه
رادیوگرافی قفسه سینه یا (به انگلیسی: Chest X-ray) (CXR) یکی از نماهای رادیوگرافی است که از قفسه سینه گرفته می‌شود. این نما در ارزیابی قفسه سینه به‌ویژه ریه کاربرد دارد.

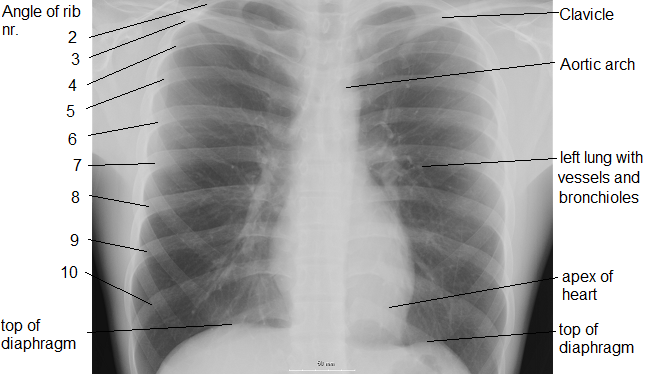
A chest radiograph with the angle parts of the ribs and some other landmarks labeled.

## تعریف
این رادیوگرافی نمای خلفی قدامی (PA) قفسه سینه است یعنی برای گرفتن آن کلیشه رادیوگرافی در جلوی قفسه سینه قرار گرفته و امواج اشعه ایکس از پشت تابیده می‌شود و بیمار ایستاده است.
البته در موارد خاص ممکن است بیمار دراز کشیده باشد یا گاه نمای جانبی قفسه سینه درخواست می‌شود ولی نمای استاندارد رادیوگرافی قفسه سینه خلفی قدامی در بیمار ایستاده است.